# Acanthostichus quadratus
Acanthostichus quadratus är en myrart som beskrevs av Carlo Emery 1895. Acanthostichus quadratus ingår i släktet Acanthostichus och familjen myror. Inga underarter finns listade i Catalogue of Life.